# Gorge de Cha
La gorge de Cha, en grec moderne : Φαράγγι του Χα / Farángi tou Cha, ou simplement Cha (Χα), parfois orthographiée Ha ou Kha, est une gorge étroite, localisée à Monastiráki, dans la partie orientale de l'île de Crète, en Grèce. Elle est située sur le versant ouest de la chaîne de montagnes de Thryptí (en), et débouche à l'est du village de Vasilikí, dans la plaine d'Ierápetra.
Son entrée, qui ne mesure que trois mètres, se trouve à une altitude de 370 m et, à son débouché, la gorge se termine à une altitude de 140 m. Difficilement accessible aux hommes, elle abrite une flore et une faune riches et diversifiées. Sa profondeur est d'environ 1 000 mètres et la fissure serait l'une des plus grandes du monde. La gorge a des parois très étroites, avec une largeur de quelques mètres seulement au fond et 50 mètres à une altitude de 300 mètres. Vers la fin du canyon jaillit depuis la paroi sud une chute d'eau de 215 m de hauteur.
Deux sites du Minoen tardif se trouvent l'un accroché à la paroi nord de l'entrée (Katalimata), l'autre à proximité (Chalasmenos).

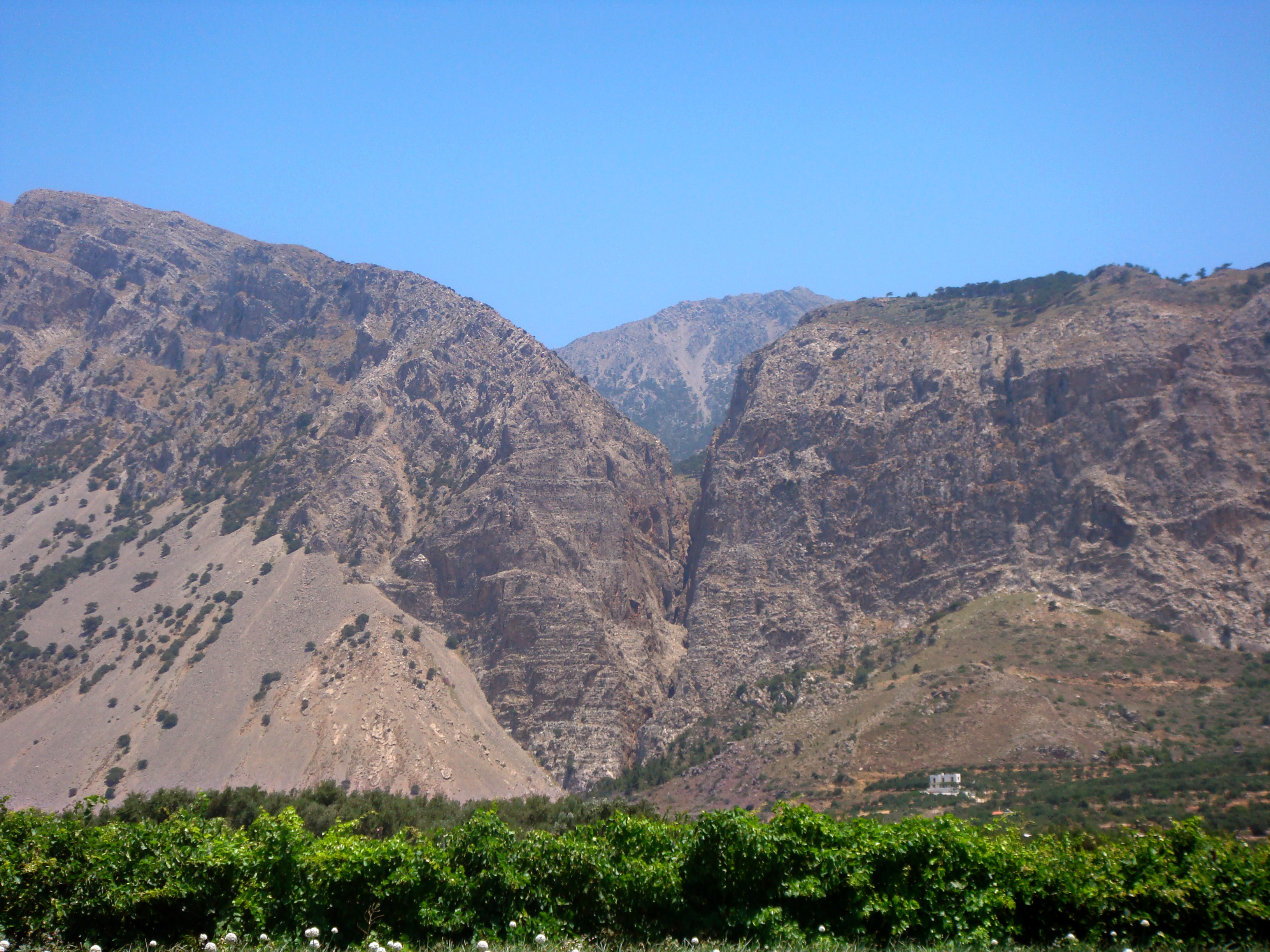
Vue distante de la gorge avec les sites de Katalimata (au centre) et de Chalasmenos (à droite).
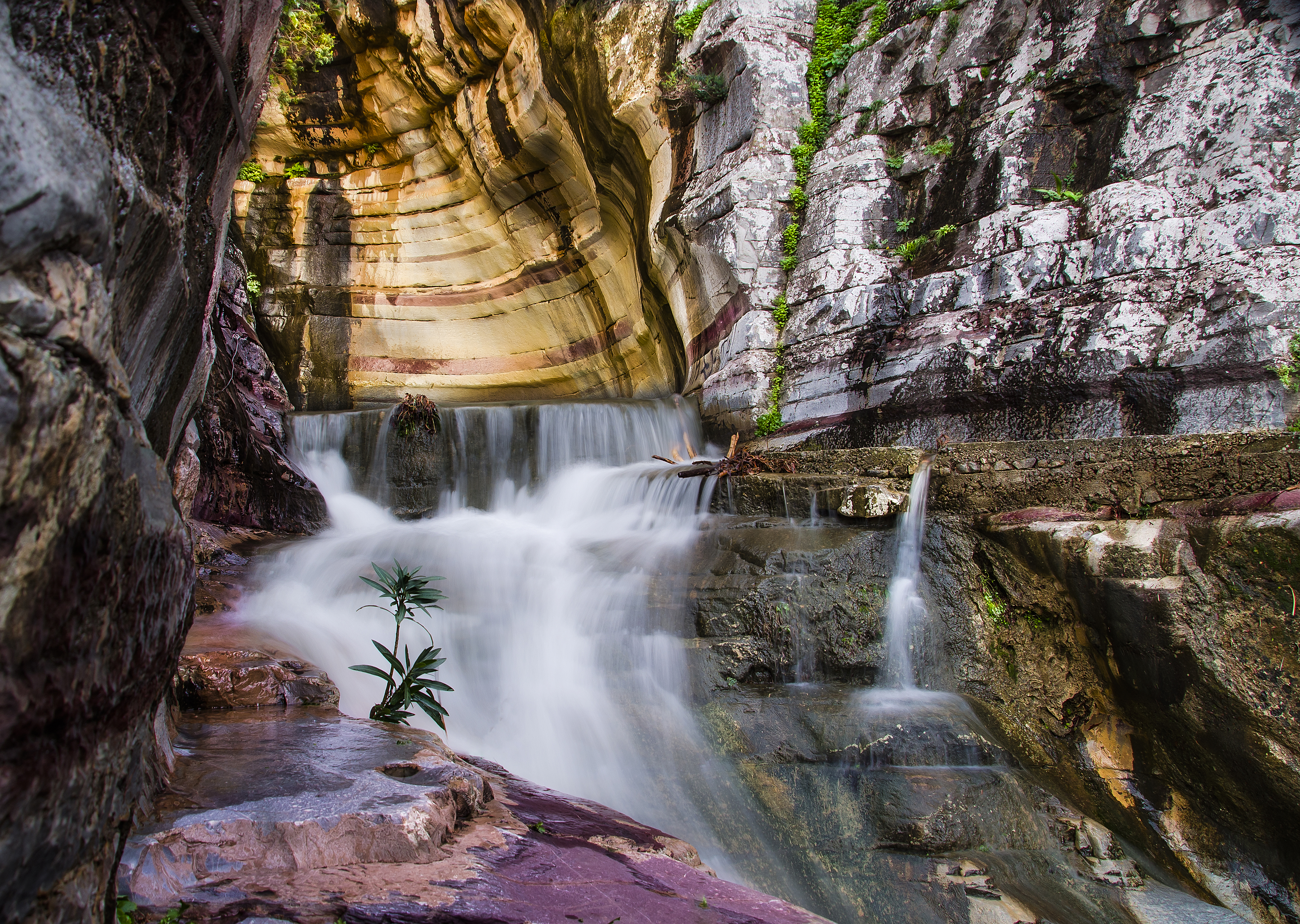
Sortie de la gorge.